# Ибрагимов, Махмет
Махмет Ибрагимов — российский борец вольного стиля, призёр чемпионатов России.

## Карьера
В 1993 году в Москве стал бронзовым призёром чемпионата России. В 1994 году в финале чемпионата России в Санкт-Петербурге уступил Сайгиду Катиновасову из Дагестана.

## Спортивные результаты
- Чемпионат России по вольной борьбе 1993 — ;
- Чемпионат России по вольной борьбе 1994 — ;